# Tal (Sängerin)

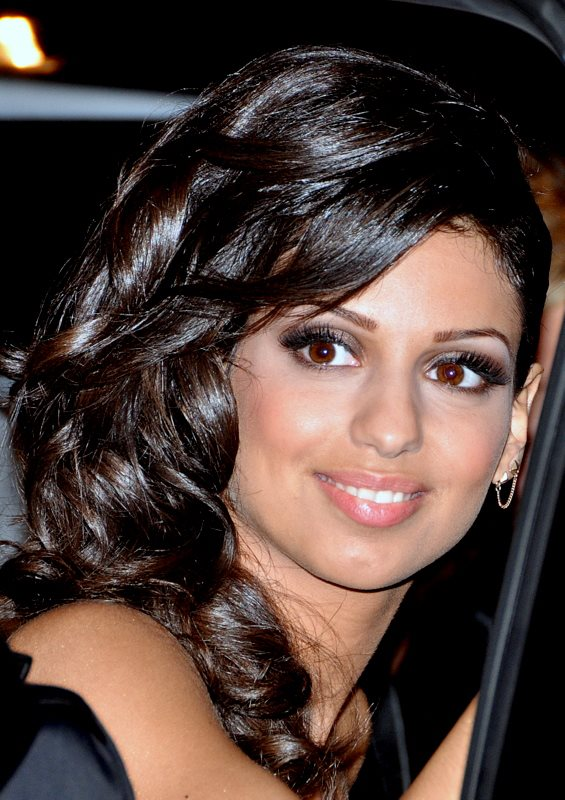
Tal bei den NRJ Music Awards (2013)

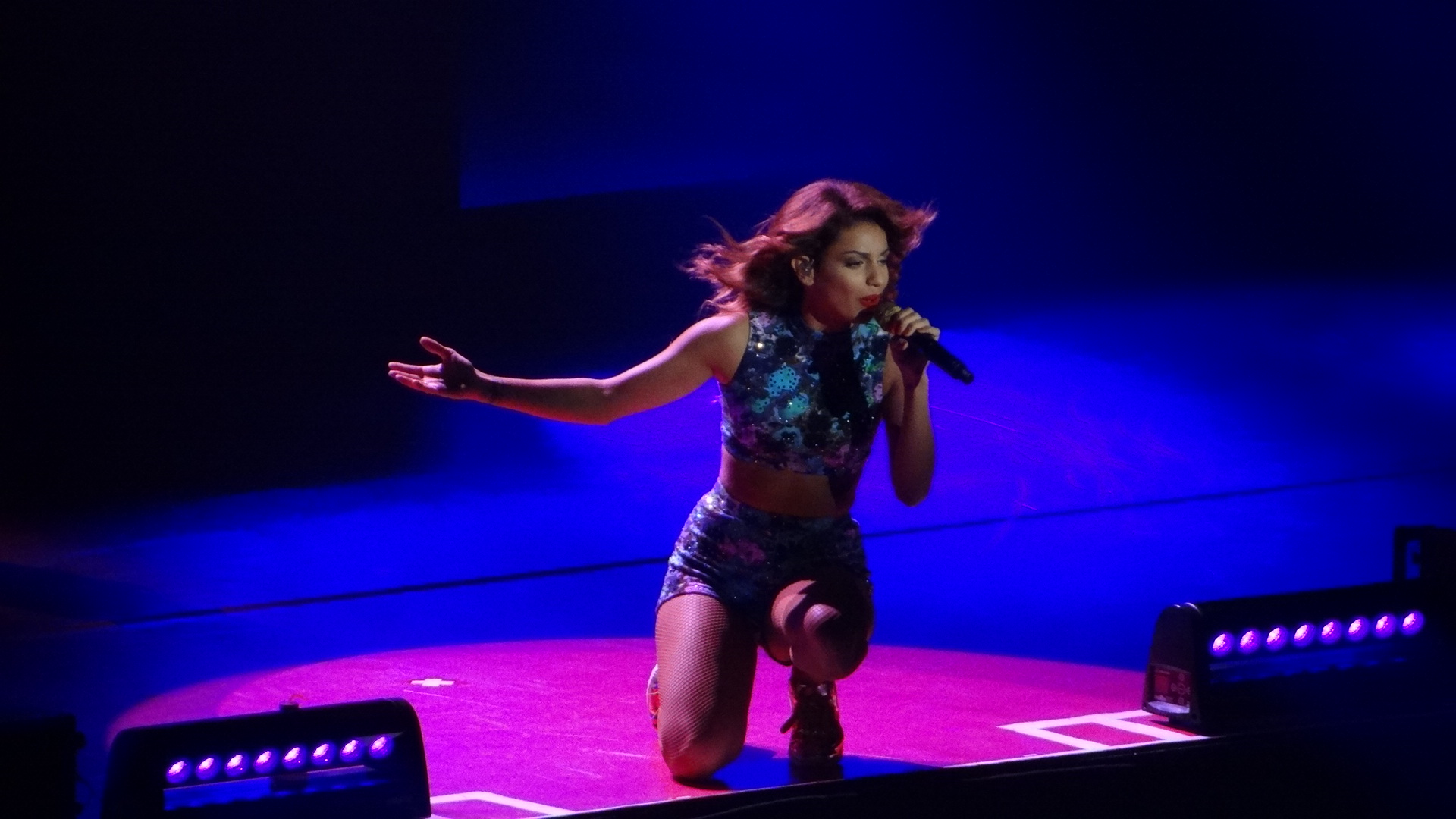
Tal auf dem Konzert im Grand Palais, Lille (2014)

Tal (* 12. Dezember 1989 in Chadera), vollständiger Name Tal Benyezri, ist eine israelisch-französische Sängerin.

## Biografie
Kurz nach ihrer Geburt zog Tal Benyezri mit ihrer Familie von Israel nach Frankreich, wo sie in der Hauptstadt Paris aufwuchs. Ihr Vater war Gitarrist und die Mutter Berufssängerin. Mit zwölf begann sie, Klavier und Gitarre zu lernen und Unterricht in Jazztanz zu nehmen. Sie spielte Theater und sang in Pariser Bars, wo sie von der Produzentin Aura Marciano entdeckt wurde. Mit 19 unterschrieb sie einen Plattenvertrag bei Sony Music. Drei Jahre arbeitete sie an Songs und Aufnahmen, schaffte aber keine nennenswerten Erfolge.
2011 wechselte sie zu Warner Music. Dort erschien im August ihre erste Single On avance, mit der sie es auf Anhieb in die französischen Charts schaffte. Die zweite Veröffentlichung hieß Waya waya und blieb trotz prominenter Unterstützung durch Sean Paul deutlich dahinter zurück. Noch vor Veröffentlichung ihres Debütalbums kam als drittes Lied Le sens de la vie heraus, mit dem sie endgültig den Durchbruch schaffte: In Frankreich kam sie auf Platz 4 und im französischsprachigen Teil Belgiens hatte sie sogar einen Nummer-eins-Hit. Auch das Album Le droit de rêver konnte sich in beiden Ländern erfolgreich platzieren.
2013 nahm sie an der vierten Staffel der französischen Tanzshow Danse avec les stars teil.

## Diskografie

### Alben
| Jahr | Titel                          | Höchstplatzierung, Gesamtwochen, AuszeichnungChartplatzierungen (Jahr, Titel, Platzierungen, Wochen, Auszeichnungen, Anmerkungen) | Höchstplatzierung, Gesamtwochen, AuszeichnungChartplatzierungen (Jahr, Titel, Platzierungen, Wochen, Auszeichnungen, Anmerkungen) | Höchstplatzierung, Gesamtwochen, AuszeichnungChartplatzierungen (Jahr, Titel, Platzierungen, Wochen, Auszeichnungen, Anmerkungen) | Anmerkungen                                       |
| Jahr | Titel                          | CH | FR | BEW | Anmerkungen                                       |
| ---- | ------------------------------ | --- | --- | --- | ------------------------------------------------- |
| 2011 | Tal                            | — | FR53 (23 Wo.)FR | — | Erstveröffentlichung: 2. Dezember 2011 EP         |
| 2012 | Le droit de rêver              | CH76 (3 Wo.)CH | FR4 ×3Dreifachplatin · (171 Wo.)FR                                                                                                | BEW12 (102 Wo.)BEW | Erstveröffentlichung: 16. März 2012               |
| 2013 | À l’infini                     | CH45 (12 Wo.)CH | FR3 ×3Dreifachplatin · (98 Wo.)FR                                                                                                 | BEW4 (83 Wo.)BEW | Erstveröffentlichung: 2. September 2013           |
| 2014 | À l’infini Live Tour           | — | FR11 Platin · (22 Wo.)FR | BEW36 (21 Wo.)BEW | Erstveröffentlichung: 24. November 2014 Livealbum |
| 2015 | À l’infini / Le droit de rêver | — | FR114 (13 Wo.)FR | — | Erstveröffentlichung: 7. August 2015 Boxset       |
| 2016 | Tal                            | CH53 (1 Wo.)CH | FR4 Platin · (15 Wo.)FR | BEW11 (32 Wo.)BEW | Erstveröffentlichung: 28. Oktober 2016            |
| 2018 | Juste un rêve                  | CH33 (3 Wo.)CH | FR2 (17 Wo.)FR | BEW12 (20 Wo.)BEW | Erstveröffentlichung: 8. Juni 2018                |

### Singles als Leadmusikerin
| Jahr | Titel Album                                              | Höchstplatzierung, Gesamtwochen, AuszeichnungChartplatzierungen (Jahr, Titel, Album, Platzierungen, Wochen, Auszeichnungen, Anmerkungen) | Höchstplatzierung, Gesamtwochen, AuszeichnungChartplatzierungen (Jahr, Titel, Album, Platzierungen, Wochen, Auszeichnungen, Anmerkungen) | Höchstplatzierung, Gesamtwochen, AuszeichnungChartplatzierungen (Jahr, Titel, Album, Platzierungen, Wochen, Auszeichnungen, Anmerkungen) | Anmerkungen                                             |
| Jahr | Titel Album                                              | CH | FR | BEW | Anmerkungen                                             |
| ---- | -------------------------------------------------------- | --- | --- | --- | ------------------------------------------------------- |
| 2011 | On avance Le droit de rêver                              | — | FR29 (15 Wo.)FR | BEW41 (3 Wo.)BEW | Erstveröffentlichung: 5. September 2011                 |
| 2011 | Waya Waya Le droit de rêver                              | — | FR72 (6 Wo.)FR | — | Erstveröffentlichung: 21. November 2011 feat. Sean Paul |
| 2012 | Le sens de la vie Le droit de rêver                      | — | FR4 Gold · (78 Wo.)FR | BEW1 (26 Wo.)BEW | Erstveröffentlichung: 30. Januar 2012                   |
| 2012 | Je prends le large Le droit de rêver                     | — | FR39 (21 Wo.)FR | BEW44 (6 Wo.)BEW | Erstveröffentlichung: 28. Mai 2012                      |
| 2012 | Rien n’est parfait Le droit de rêver                     | — | FR22 (26 Wo.)FR | BEW27 (7 Wo.)BEW | Erstveröffentlichung: 1. Oktober 2012                   |
| 2013 | Danse À l’infini                                         | — | FR33 (20 Wo.)FR | BEW29 (8 Wo.)BEW | Erstveröffentlichung: 27. Mai 2013 mit Flo Rida         |
| 2013 | À l’international À l’infini                             | — | FR24 (24 Wo.)FR | BEW46 (2 Wo.)BEW | Erstveröffentlichung: 29. Juli 2013                     |
| 2013 | Le passé À l’infini                                      | — | FR32 (25 Wo.)FR | BEW35 (3 Wo.)BEW | Erstveröffentlichung: 21. Oktober 2013                  |
| 2013 | Pas toi À l’infini                                       | — | FR39 (22 Wo.)FR | — | Erstveröffentlichung: 17. Dezember 2013                 |
| 2014 | Maintenant ou jamais À l’infini (Special Summer Edition) | — | FR79 (18 Wo.)FR | — | Erstveröffentlichung: 3. Februar 2014 mit Dry           |
| 2014 | Marcher au soleil À l’infini                             | — | FR124 (7 Wo.)FR | — | Erstveröffentlichung: 23. Juni 2014                     |
| 2016 | Are We Awake Tal                                         | — | FR38 Gold · (34 Wo.)FR | BEW38 (3 Wo.)BEW | Erstveröffentlichung: 10. Mai 2016                      |
| 2016 | Le temps qu’il faut Tal                                  | — | FR34 Gold · (21 Wo.)FR | BEW47 (2 Wo.)BEW | Erstveröffentlichung: 30. August 2016                   |
| 2017 | Slow Down the Flow –                                     | — | FR126 (1 Wo.)FR | — | Erstveröffentlichung: 6. Januar 2017                    |
| 2018 | Mondial Juste un rêve                                    | — | FR120 Gold · (3 Wo.)FR | — | Erstveröffentlichung: 9. März 2018                      |

Weitere Singles
- 2010: La musique est mon ange
- 2016: Back in Time
- 2016: Ma famille (feat. Fetty Wap)
- 2017: Des fleurs et des flammes

### Singles als Gastmusikerin
| Jahr | Titel Album                          | Höchstplatzierung, Gesamtwochen, AuszeichnungChartplatzierungen (Jahr, Titel, Album, Platzierungen, Wochen, Auszeichnungen, Anmerkungen) | Höchstplatzierung, Gesamtwochen, AuszeichnungChartplatzierungen (Jahr, Titel, Album, Platzierungen, Wochen, Auszeichnungen, Anmerkungen) | Höchstplatzierung, Gesamtwochen, AuszeichnungChartplatzierungen (Jahr, Titel, Album, Platzierungen, Wochen, Auszeichnungen, Anmerkungen) | Anmerkungen                                          |
| Jahr | Titel Album                          | CH | FR | BEW | Anmerkungen                                          |
| ---- | ------------------------------------ | --- | --- | --- | ---------------------------------------------------- |
| 2012 | M’en aller A la youv                 | — | FR12 (31 Wo.)FR | BEW46 (3 Wo.)BEW | Canardo feat. Tal                                    |
| 2012 | Envole-moi À la poursuite du bonheur | CH39 (7 Wo.)CH | FR5 (40 Wo.)FR | BEW7 (21 Wo.)BEW | Erstveröffentlichung: 22. Oktober 2012 mit M. Pokora |

Weitere Gastbeiträge
- 2012: On a le droit de rêve (mit Black Kent)